# 551. pehotni polk (Wehrmacht)
Za druge 551. polke glejte 551. polk.
551. pehotni polk (izvirno nemško Infanterie-Regiment 551) je bil eden izmed pehotnih polkov v sestavi redne nemške kopenske vojske med drugo svetovno vojno.

## Zgodovina
Polk je bil ustanovljen 22. maja 1940 kot polk 10. vala iz nadomestnih čet WK X in dodeljen 279. pehotni diviziji.
10. julija 1940 je bil polk razpuščen zaradi hitrega zaključka francoske kampanje; čete so bile vrnjene k izvirnim enotam.
Polk je bil ponovno ustanovljen 14. decembra 1941 kot polk 17. vala, kot »Walküre« enota WK VI; polk je bil dodeljen 329. pehotni diviziji.
15. oktobra istega leta je bil polk preimenovan v 550. grenadirski polk.

## Sestava
- štab
- I. bataljon
- II. bataljon
- 13. četa pehotnih topov
- 14. tankovskolovska četa
- 15. pionirska četa
- kolesarska četa